# Jacob Marrel

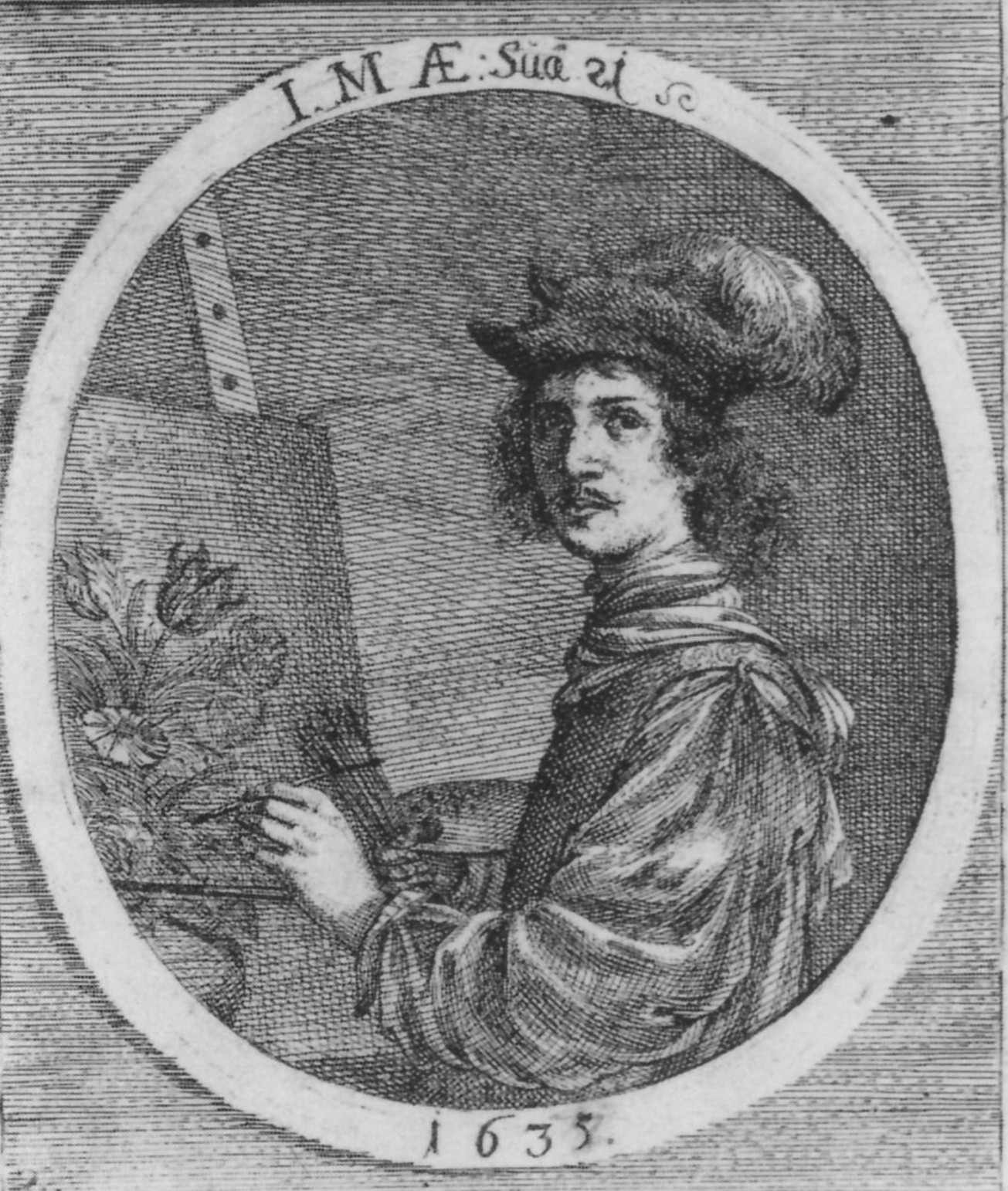
Zelfportret, 1635, Technische Universiteit Darmstadt

Jacob Marrel (Frankenthal, 1614 – Frankfurt am Main, begraven 11 november 1681) was een Duits kunstschilder, werkzaam in Nederland. Hij schilderde bloem- en vruchtenstillevens.

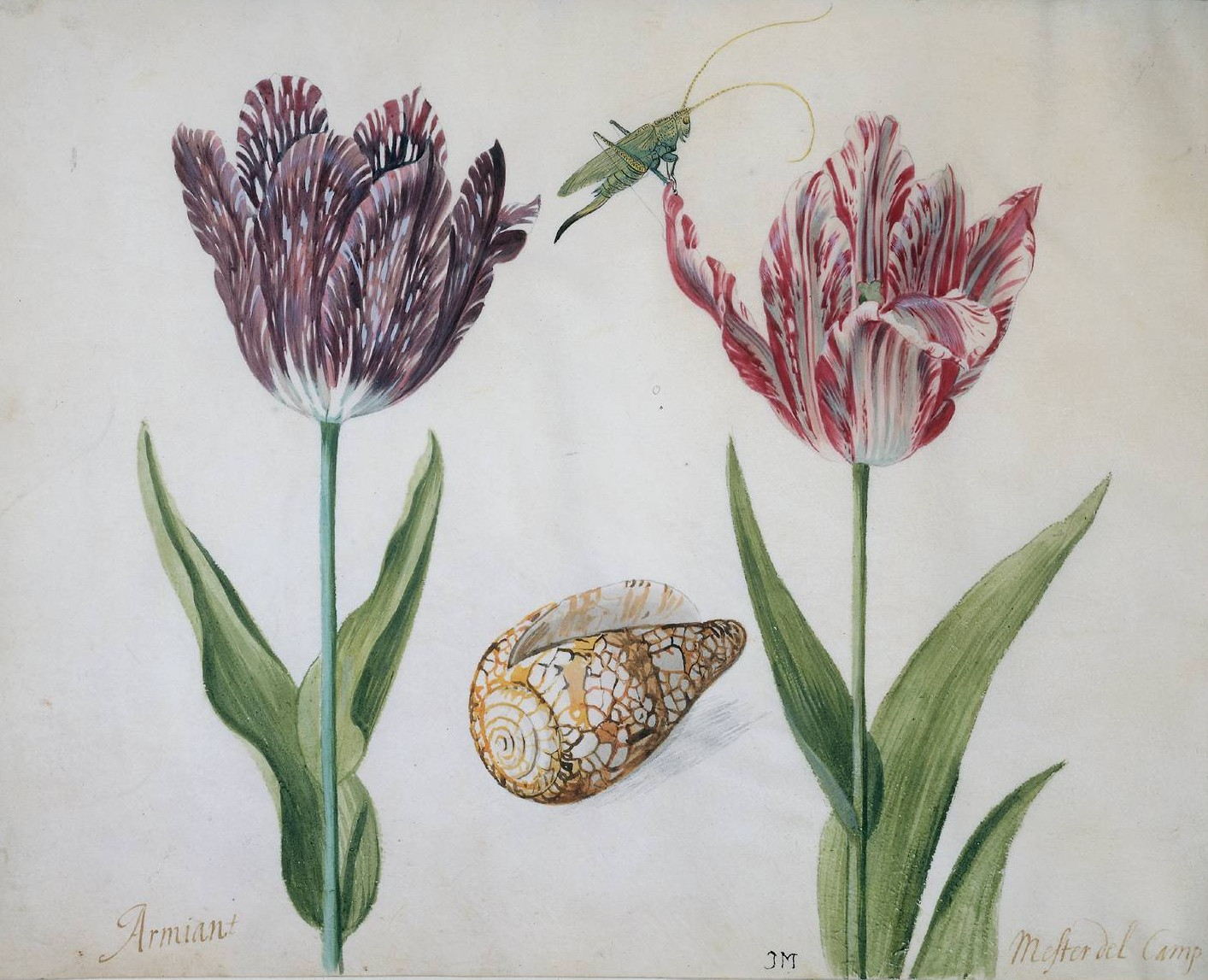
Twee tulpen, een slakkenhuis en een insect, ca. 1634, Rijksmuseum, Amsterdam

Jacob Marrel was de zoon van de stadssecretaris van Frankenthal. Na diens dood verhuisde het gezin in 1624 naar Frankfurt. Daar ging Jacob in de leer bij de stillevenschilder Georg Flegel. In 1630 verhuisde hij naar Utrecht, waar hij trouwde. Mogelijk was hij er een leerling van Jan Davidsz. de Heem. Rond 1650 keerde hij terug naar Frankfurt, waar hij voor de tweede maal trouwde, en waar hij Abraham Mignon, Johann Andreas Graff, Rudolf Werdmüller en zijn stiefdochter Maria Sibylla Merian onder zijn leerlingen telde. In 1664 vertrok Jacob Marrel opnieuw naar Utrecht, in gezelschap van Maria Sibylla Merian en Abraham Mignon. Hij dreef er een kunsthandel. Zijn laatste jaren, vanaf 1679, sleet hij in Frankfurt.
Jacob Marrel schilderde stillevens in de trant van Jan Davidsz. de Heem. Zij werden in zijn tijd zeer gewaardeerd maar tegenwoordig vinden sommigen dat zijn werken persoonlijkheid missen.